# Герб Алексеевского района (Татарстан)
Герб Алексе́евского района — официальный символ Алексеевского муниципального района Республики Татарстан Российской Федерации.
Герб утверждён Решением № 50 Совета Алексеевского муниципального района 10 мая 2006 года.
Герб внесён в Государственный геральдический регистр Российской Федерации под регистрационном номером 2313 и в Государственный геральдический реестр Республики Татарстан под № 53.

## Описание герба
«В серебряном поле на зелёной земле — золотая сломленная у основания ель, растущая слева и упавшая косвенно вправо; и скачущий через эту ель пурпурный, с золотыми глазами, копытами и рогами, обернувшийся лось».

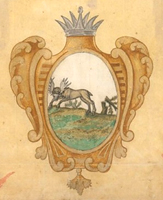
Герб Билярского ландмилицкого полка

Ввиду исторической преемственности герба Алексеевского района к гербу Билярского полка ландмилиции XVIII века, оформлявшемуся в особой стилистике, допускается воспроизведение герба в картуше с фигурной золотой рамкой, украшенной золотой короной соответствующей статусу муниципального образования.

## Символика герба
В основе герба Алексеевского района использован полковой герб Билярского ландмилицкого полка, утверждённый 8 апреля 1747 года (по старому стилю), описание которого гласит:

«В белом поле, на зелёной земле, скачущий лось и переломленная ель» (в оригинале «скачущая лось»).

На территории района располагался один из древнейших городов Волжской Болгарии, второй после г. Болгар военно-политический центр страны — Биляр, названный в летописях XII столетия «Великим городом». В знак этого в гербе помещено изображение пурпурного лося. Пурпур — символ власти, благородства, величия, славы. Лось — символ свободы, независимости и достоинства.
Переломленная ель (засека) символизирует нахождение на территории современного района в XVII столетии Закамской засечной черты, в которую входило село Билярск, основанное в 1654 году, как крепость.
Золото — символ урожая, богатства, стабильности и уважения.
Серебро — символ чистоты, совершенства, мира и благополучия.
Зелёный цвет — символ природы, здоровья, экологии, жизненного роста.

## История герба
Разработка герба произведена Геральдическим советом при Президенте Республики Татарстан совместно с Союзом геральдистов России
в составе:
Рамиль Хайрутдинов (Казань), Радик Салихов (Казань), Ильнур Миннуллин (Казань), Григорий Бушканец (Казань), Константин Моченов (Химки), Кирилл Переходенко (Конаково), Галина Русанова (Москва), Оксана Фефелова (Балашиха).